# Kalāteh-ye Sīāh Kholeh
Kalāteh-ye Sīāh Kholeh (persiska: Sīāh Khowleh, کلاته سیاه خله) är en ort i Iran.   Den ligger i provinsen Khorasan, i den nordöstra delen av landet, 900 km öster om huvudstaden Teheran. Kalāteh-ye Sīāh Kholeh ligger 614 meter över havet och antalet invånare är 390.
Terrängen runt Kalāteh-ye Sīāh Kholeh är varierad.Runt Kalāteh-ye Sīāh Kholeh är det ganska glesbefolkat, med 26 invånare per kvadratkilometer. Närmaste större samhälle är Şāleḩābād, 11,8 km nordväst om Kalāteh-ye Sīāh Kholeh. Omgivningarna runt Kalāteh-ye Sīāh Kholeh är i huvudsak ett öppet busklandskap.